# Charles Williams
Charles Walter Stansby Williams (Londres, 20 de setembro de 1886 – Oxford, 15 de maio de 1945) foi um poeta, romancista, dramaturgo, teólogo, crítico literário e membro dos The Inklings.